# 中国国際郵便覚醒剤密輸事件
中国国際郵便覚醒剤密輸事件（ちゅうごくこくさいゆうびんかくせいざいみつゆじけん）とは、中国籍の男性が国際郵便を使って覚醒剤を密輸入しようとしたとして起訴されたが、無罪判決を言い渡された結果、裁判員裁判で初の全面無罪判決が確定した事件である。

## 概要
2010年4月12日、中国籍の男性が中華人民共和国（中国）の郵便局から覚醒剤約4.5キロ（約3億6600万円相当）入りの段ボールを国際郵便で発送。観光ビザで日本に入国してから、東京都新宿区内のホテルで発送されてきた段ボールを受け取ったとして逮捕され、その後に覚醒剤取締法違反と関税法違反の罪で起訴された。捜査段階から被告人は「知人に頼まれて受け取っただけ」として中身が覚醒剤と知らなかったと容疑を否認。

## 裁判
直接証拠がなかったため、間接証拠の評価が裁判員裁判における争点となった。
2011年1月24日、東京地裁（合田悦三裁判長）は「郵便物の中身が覚醒剤と認識して受け取ったことに疑いがある」として無罪（求刑：懲役13年、罰金700万円）の判決を言い渡した。
判決理由で、被告人が覚醒剤入りの郵便物を開封することなく、ホテルの室内に置いたまま外出しようとしたことについて「総合的にみても、郵便物の中身が覚醒剤と認識していたとまではいえない」と断定。被告人自身に金融資産があり密輸に関与する動機が不明なことも含めて立証が不十分と指摘。
検察側は被告人が警視庁の捜査員に「（郵便物の）中身に問題があるから、あなた方が来たのでしょう」と郵便物の中身が覚醒剤であると認識していた供述をしたと主張したが、判決では「立ち会ったのは北京語と英語の通訳で、広東語を日常使用する被告の発言が警察官に正確に伝わったか疑問が残る」として信用性に欠けると結論付けた。
裁判終了後、裁判員は検察側の主張について「不十分な点が多すぎたというのが実感」と述べた。裁判員裁判の全面無罪は3例目で、一部無罪を含めると5件目。
この判決に対し、東京地検は控訴を断念したため、裁判員裁判としては初の全面無罪判決確定となった。
なお、中国籍の男性は在留期間を過ぎたため、東京出入国在留管理局に引き渡され、中国へ強制送還された。